# Serhiy Korniytchouk
Serhiy Korniytchouk (en ukrainien : Сергій Петрович Корнійчук), né le 12 septembre 1965 à Orativ, est un général ukrainien.

## Biographie
De 2004 à 2012, il est commandant de la 11e brigade d'artillerie, dissoute par la suite. Il est chef de l'état major général depuis le 27 mars 2020 et en 2022, pendant l'invasion de l'Ukraine, il devient commandant de l’administration militaire de Kiev. 